# Lijst van vliegrampen in Nederland
Deze lijst van vliegrampen in Nederland geeft een chronologisch beeld van vliegrampen in Nederland door de jaren heen.

## Lijst
| Jaar | Datum | Omschrijving | Artikel                                    |
| ---- | ----- | --- | ------------------------------------------ |
| 1938 | 14-11 | Een Douglas DC-3 van de KLM ("IJsvogel") stort vlak voor de landing op Schiphol neer. 6 van de 19 inzittenden komen om het leven, waaronder 4 van de 5 bemanningsleden. | Crash van de "IJsvogel"                    |
| 1938 | 9-12  | Een KLM Lockheed Super Electra ("Ekster") stort vlak na de start neer en brandt volledig uit. De 4 inzittenden (allen bemanningsleden) komen om het leven. | Crash van de "Ekster"                      |
| 1946 | 7-10  | Een Fairey Firefly MK.1 van de Marine Luchtvaartdienst raakt met een vleugel het gymnastieklokaal van een school in Apeldoorn. De vlieger en 22 leerlingen komen om het leven. | Vliegtuigramp Christelijk Lyceum Apeldoorn |
| 1946 | 14-11 | KLM Douglas C-47 PH-TBW stort neer bij Schiphol als gevolg van een foutieve landing. Alle 21 passagiers en de 5 bemanningsleden komen om het leven. Onder de passagiers bevindt zich de schrijver Herman de Man. | Crash van de PH-TBW                        |
| 1954 | 23-08 | De KLM Douglas DC-6B PH-DFO "Willem Bontekoe", onderweg van New York via Shannon naar Amsterdam, stort neer voor de kust van Bergen (Noord-Holland). Alle 21 inzittenden, waaronder 9 bemanningsleden, komen om het leven.                                                                                           |                                            |
| 1957 | 14-11 | Een Amerikaanse straaljager van het type North American F-100 Super Sabre maakte vanaf de vliegbasis Soesterberg een oefenvlucht en crasht op de Kolonel Palmkazerne in Bussum, waarbij zes doden en tientallen gewonden vielen en de kazerne zwaar werd beschadigd. De piloot kon zich met zijn schietstoel redden. | Vliegramp in Bussum                        |
| 1981 | 06-10 | Een Fokker F28 van de NLM stort neer in zwaar onweer bij Moerdijk. Alle 17 inzittenden (waaronder 4 bemanningsleden) komen om. De krachten op de vleugels, veroorzaakt door de turbulentie in de onweerswolk, blijken te groot.                                                                                      | NLM Cityhopper-vlucht 431                  |
| 1992 | 04-10 | Een Boeing 747 vrachtvliegtuig van de Israëlische maatschappij El Al stort neer in de Amsterdamse wijk Bijlmermeer en boort zich in twee flats. De ramp kost 43 mensen het leven. | Bijlmerramp                                |
| 1994 | 04-04 | Een Saab SF-340 van KLM Cityhopper crasht bij de landing op Schiphol na te zijn teruggekeerd vanwege een motorstoring. Er vallen drie doden. | KLM Cityhopper-vlucht 433                  |
| 1996 | 15-07 | Een C-130 Hercules van de Belgische Luchtmacht met het Nederlandse Fanfarekorps Koninklijke Landmacht aan boord, vliegt na de landing in brand op Vliegbasis Eindhoven. 34 mensen komen om het leven. | Herculesramp                               |
| 1996 | 25-09 | Een historische Douglas DC-3 van de Dutch Dakota Association stort neer bij Texel. Alle 32 inzittenden komen om het leven. | Dakotaramp                                 |
| 2009 | 25-02 | Een Boeing 737-800 van Turkish Airlines stort kort voor de landing op Schiphol neer in een veld vlak voor de Polderbaan. Er vallen 9 doden en 86 gewonden. | Turkish Airlines-vlucht 1951               |